# H. Robert Horvitz
Howard Robert Horvitz, född 8 maj 1947 i Chicago, Illinois, är en amerikansk biolog. Han erhöll Nobelpriset i fysiologi eller medicin 2002. Han tilldelades priset för sina "upptäckter rörande genetisk reglering av organutveckling och programmerad celldöd". Han delade priset med britterna Sydney Brenner och John E. Sulston.
Horvitz tog doktorsexamen i biologi vid Harvard University 1974. Han är nu professor vid Massachusetts Institute of Technology (MIT) i Cambridge, Massachusetts, USA.

## Forskning
I människokroppen finns hundratals olika celltyper och alla härstammar från den befruktade äggcellen. Under fosterutvecklingen sker en mycket omfattande ökning av antalet celler, som specialiseras för att bilda kroppens olika vävnader och organ. Även i den vuxna individen nybildas dagligen stora mängder celler. Parallellt med denna celltillväxt förekommer, både hos foster och vuxna, celldöd som en normal process för att rätt antal celler i vävnaderna ska upprätthållas. Denna finstämda, kontrollerade eliminering av celler kallas programmerad celldöd.
Brenner införde rundmasken Caenorhabditis elegans som modellorganism där man i detalj kunde studera celldelningar och cellspecialiseringar från befruktad äggcell till vuxen individ. Suston fortsatte arbetet och kartlade ett "cellsläktträd", där varje celldelning och cellmognad kunde följas under utvecklingen av en vävnad i C. elegans. Han visade att bestämda celler genomgår programmerad celldöd som en del av den normala utvecklingen och identifierade den första mutationen i en gen som deltar i celldödsprocessen.
Horvitz upptäckte och karaktäriserade de nyckelgener som styr den programmerade celldöden i C. elegans. Han har visat hur dessa gener samverkar med varandra i cellens dödsprocess och att motsvarande gener finns hos människan.

## Utmärkelser
- W. Alden Spencer-priset,  1986
- NAS Award in Molecular Biology,  1988
- Ciba-Drew-priset för biomedicinsk forskning,  1996
- Rosenstielpriset,  1997[13]
- Alfred P. Sloan, Jr. Prize,  1998[14]
- Gairdner Foundation International Award,  1999
- Louisa Gross Horwitz-priset, med  Stanley J. Korsmeyer,  2000[15]
- March of Dimes Prize in Developmental Biology,  2000
- Grand Prix Charles-Leopold Mayer,  2000
- Paul Ehrlich och Ludwig Darmstaedter-priset, med  John Kerr,  2000[16]
- Bristol-Myers Squibb Award för framstående prestation inom neurovetenskaplig forskning,  2001[17]
- Genetics Society of America Medal,  2001
- Nobelpriset i fysiologi eller medicin, med  Sydney Brenner och John E. Sulston,  2002[18][19]
- Gruber-priset i genetik,  2002
- Mendel Medal,  2007[20]
- Utländsk ledamot av Royal Society,  2009[21]
- Hedersdoktor vid Universitetet i Miami,  10 maj 2018[22]
- Fellow of the American Academy of Arts and Sciences
- Wiley Prize
- Harvard Centennialmedaljen
- Hans Sigrist-priset

[Redigera Wikidata]